# Pas biblijny

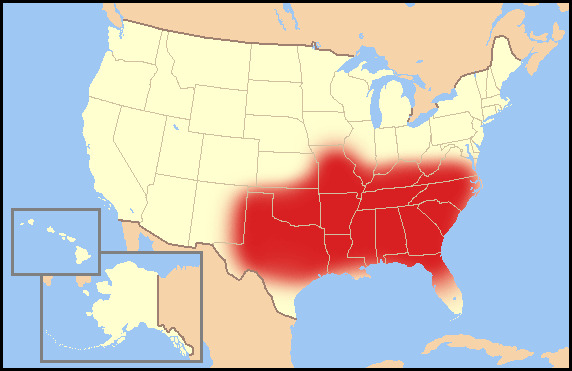
Pas biblijny (zaznaczony na czerwono) na mapie USA

Pas biblijny (ang. Bible Belt) – potoczna nazwa regionu południa USA i stanu Missouri, który jest zamieszkany w znacznej mierze przez konserwatywnych ewangelikalnych protestantów, którzy znani są z dosłownego odczytywania Biblii. Samo określenie zostało stworzone w 1924 r. przez amerykańskiego dziennikarza Henry'ego Louisa Menckena.